# Eyalato de Morea
El eyalato de Morea (en turco otomano: ایالت موره; Eyālet-i Mōrâ‎) era una provincia de primer nivel (eyalato) del Imperio otomano, centrada en la península del Peloponeso en el sur de Grecia. 

## Historia

### De la conquista otomana alsigloXVII
Los turcos otomanos invadieron el Peloponeso entre 1458 y 1460, conquistando los últimos vestigios del Imperio bizantino, con la excepción de las fortalezas venecianas, que fueron tomadas gradualmente durante décadas de intermitentes guerras otomano-venecianas. Coron y Modona cayeron en 1500, y en 1540, la conquista otomana del Peloponeso se había completado con la captura de Monemvasía y Nauplia.
Tras su conquista, la península se convirtió en sanjacado del eyalato de Rumelia, con su capital primero en Corinto (en turco. Kordos o Gördes), más tarde en Leontari (Londari), Mistrá (Mezistre o Misistire) y finalmente en Nauplia (en turco Anaboli). Desde el siglo XVI, Mistrá formó un sanjacado separado, generalmente adjunto al eyalato del Archipiélago en lugar de Rumelia.

### Creación del eyalato, interludio veneciano y segundo período otomano
En algún momento a mediados del siglo XVII, como lo atestigua el viajero Evliya Çelebi, Morea se convirtió en el centro de un eyalato separado, con Patras (Ballibadra) como su capital. Los venecianos ocuparon toda la península durante la exitosa guerra de Morea (1684-1699), estableciendo el Reino de Morea (en italiano Regno di Morea) para gobernar el país. El dominio veneciano duró hasta la reconquista otomana en 1715.
Se restableció el eyalato de Morea, encabezado por los valí de Morea, que hasta 1780 fue un bajá de primer rango (con tres colas de caballo) y ostentaba el título de visir. Después de 1780 y hasta la guerra de independencia griega, la provincia estuvo encabezada por un muhassil. El bajá de Morea fue ayudado por varios funcionarios subordinados, incluido un traductor cristiano (dragomán), que era el funcionario cristiano de mayor rango de la provincia. La capital estuvo primero en Nauplia, pero después de 1786 en Trípoli (turco Trabliçe).
Los cristianos de Morea se levantaron contra los otomanos con la ayuda rusa durante la llamada "rebelión de Orlov" de 1770, pero fue rápida y brutalmente reprimida. Como resultado, la población total disminuyó durante este tiempo, mientras que la proporción del elemento musulmán en ella aumentó. Sin embargo, los privilegios otorgados a la población ortodoxa con el tratado de Küçük Kaynarca, especialmente el derecho a comerciar bajo la bandera rusa, llevaron a un considerable florecimiento económico de los griegos locales, lo que, unido al aumento de los contactos culturales con Europa Occidental (Ilustración griega moderna) y los ideales inspiradores de la revolución francesa, sentaron las bases para la guerra de independencia griega.
Durante la guerra de independencia griega, la mayor parte de la península cayó ante los rebeldes griegos en 1821-1822, pero los conflictos internos entre los rebeldes y la llegada de Ibrahim Bajá de Egipto en 1825 casi extinguieron la rebelión en 1826. La intervención de las tropas navales británicas, francesas y rusas en la batalla de Navarino, obligó a las tropas otomanas y egipcias a evacuar Morea el 1 de octubre de 1828. Finalmente, Grecia se independizó del Imperio otomano con el tratado de Adrianópolis. 

## Divisiones administrativas
Según Evliya, en el momento de su visita, el eyalato comprendía los sanjacados de Misistire, Aya Maura (Lefkada), Aynabahti (Lepanto), Karli-Eli, Manya (Península de Mani) y Ballibadra (Patras), es decir, también abarcaba las porciones de Grecia continental occidental y central.
A principios del siglo XIX, según el viajero francés François Pouqueville y el erudito austriaco Joseph von Hammer-Purgstall, el eyalato comprendía los siguientes sanjacados:
- Mora, es decir, el pasha-sanjacado alrededor de la capital, Trípoli
- Anavarin (Navarino)
- Arkadya (Kyparissia)
- Aynabahti
- Ballibadra (Patras)
- Gastuni (Gastouni)
- Messalonghi (Mesolongi)
- Kordos, pero en el momento de la visita de Pouqeville con Anaboli como capital
- Koron
- Misistire
- Moton (Modon)
- Pirgos (Pirgos)

A lo largo de ambos períodos otomanos, Morea también se dividió en varios distritos más pequeños (kazas, kadilucados o beylicatos), cuyo número variaba, pero por lo general estaba entre 22 y 25, y llegó a 27 en 1784. A mediados del siglo XVII, cuando Morea todavía era un sanjacado, estos eran, según Hajji Khalifa: Kordos, Arhos (Argos), Anaboli, Firina, Ayapetri (Agios Petros), Ruya, Manya (de facto libre del control otomano), Kalavrita (Kalávrita), Kartina (Karitena), Londari, Andrusa (Androusa), Koron, Motun, Anavarin, Arkadya (Kyparissia), Fanar (Fanari), Holomiç (Clemutsi), Voştiçe (Egio), Ballibadra o Balye Badre. Además, Misistra, Menceşe (Monemvasia) y Kalamata pertenecían al sanjak de Misistire/Mezistre.